# Osvaldo Artaza
Osvaldo Enrique Artaza Barrios (Chillán, 5 de junio de 1955) es un médico pediatra y académico chileno. Magister en administración en salud. Se ha desempeñado como médico clínico, gestor hospitalario, diseñador de políticas de salud, académico e investigador, como consultor internacional en sistemas de salud, gestión hospitalaria y políticas públicas de salud. Fue ex ministro de Estado en cartera de Salud del presidente Ricardo Lagos. Actualmente decano de la Facultad de Salud y Ciencias Sociales de la Universidad de Las Américas.

## Carrera profesional
Hijo de médico, destacó como dirigente estudiantil de los colegios particulares (FUEP), propiciando reformas que modificaran la educación de élite y la abrieran a segmentos de menores recursos. En tiempos de la Unidad Popular, en alianza con la Federación de Estudiantes Secundarios de Santiago (FESES), organizó varias movilizaciones para modificar la reforma educacional (Escuela Nacional Unificada ENU) promovida por el presidente socialista Salvador Allende.
Estudió medicina en la Universidad de Chile, especializándose después en pediatría, cardiología infantil y en gestión de instituciones de salud, así como en administración por la vía de un magíster en Gestión de Instituciones de Salud en la misma casa de estudios.
Fue Médico General de Zona y director del hospital de Mulchén. Luego de cuatro años debió renunciar a su puesto por conflicto con la autoridad local del régimen militar de la época, dada su labor de promoción y organización social y cultural en dicha comunidad (fue fundador y director del periódico "El Amanecer de Mulchén", director del Grupo de Teatro "Mulchén", conductor de un programa en la radio Lincoyán, junto a diversas labores de desarrollo comunitario), la cual recuperada la democracia lo distinguiera como "ciudadano ilustre". Luego de realizar sus estudios de postgrado, desarrollo labores clínicas y de investigación, para luego ocupar el cargo de Director en el Hospital de niños Luis Calvo Mackenna, trabajo que le permitió adquirir notoriedad pública, al cumplir la función de vocero de prensa en una operación de separación de siameses ampliamente cubierta por los medios de comunicación. al liderar cambios en la gestión hospitalaria, fomentar el apoyo financiero ciudadano a nuevas dependencias e instalaciones del hospital de niños, teniendo por varios años fuerte presencia en la radio y televisión chilenas.
Los años 2002 y 2003 fue Ministro de Salud del Presidente Ricardo Lagos con el encargo de liderar el diseño de los proyectos de ley de la reforma a la salud y obtener su aprobación en la cámara de diputados. El proyecto más emblemático fue el del Régimen de Garantías Explícitas ("Plan AUGE") que otorga derechos sociales exigibles (acceso, calidad, oportunidad y protección financiera garantizados por el Estado de modo universal) a la ciudadanía en los problemas de salud que más afectan la calidad de vida de los chilenos. En tiempo récord, logra la aprobación casi unánime de los parlamentarios y deja el cargo al momento de iniciarse una segunda etapa legislativa en el senado que requería de un diferente estrategia. La complejidad de la reforma implicó un enorme esfuerzo comunicacional y político, con el consiguiente costo personal del ministro.
Posteriormente a su labor como ministro de Salud, se desempeñó como consultor internacional en varios países, especialmente del área andina. Además de la reforma a la salud chilena del período del presidente Lagos, ha sido partícipe del diseño de políticas de salud en varios países de América Latina, ha publicado numerosos artículos en revistas especializadas, participado en libros sobre políticas públicas en salud, sobre recursos humanos en salud y gestión hospitalaria. y en publicciones de fuerzas de tarea internacionales. Permanentemente participa efectuando conferencias y dando opinión en los ámbitos de políticas y sistemas de salud tanto en Chile como en el extranjero
Ha sido docente del Instituto de Administración en Salud y de la Escuela de Salud Pública de la Universidad de Chile, académico de varias universidades latinoamericanas, secretario ejecutivo de la Sociedad Chilena de Administradores de Atención Médica y Hospitalaria, e incluso volvió a dirigir el Hospital Luis Calvo Mackenna (2004-2011), luego de ganar un concurso público.
Durante los años 2012 a 2016 vivió en México, donde cumplió funciones como asesor de sistemas y servicios de la Organización Panamericana de la Salud. Desde junio del año 2016 se desempeñó como consultor de OPS/OMS en Buenos Aires Argentina.
Desde junio de 2017 y hasta fines del año 2019, es director subrogante, subdirector médico del Hospital Base de Valdivia. y  profesor adjunto del Instituto de Salud Pública de la Universidad Austral de Valdivia. A contar de enero del año 2020 asume como Decano de la Facultad de Salud y Ciencias Sociales de la Universidad de las Américas.

## Ministro de Estado
El 7 de enero de 2002, asumió en reemplazo de Michelle Bachelet al frente del Ministerio de Salud del presidente Ricardo Lagos. Designado con el fin de darle un nuevo impulso a la reforma del sector, cuya 'estrella' era el Plan de Acceso Universal de Garantías Explícitas (AUGE), el ministerio de Artaza enfrentó fuertes resistencias al cambio que implicaba la reforma a la salud y un gran número de críticas, las cuales hicieron muy dificultosa la gobernabilidad de la cartera. debiendo enfrentar sucesivos conflictos con el objeto de lograr aprobar con éxito los proyectos de ley de la reforma a la salud en la Cámara de Diputados. Con todas las dificultades, durante su gestión, en tiempo extraordinariamente breve para la complejidad de los cambios legales implicados, se aprobaron, prácticamente por unanimidad, todos los proyectos de ley en la cámara de diputados de la reforma a la salud, quedando listos para su discusión en el senado. Paralelo a lo anterior se realizó un piloto para implementar algunos de los problemas de salud e intensas y prolongadas negociaciones con los trabajadores del sector salud al objeto de perfeccionar la carrera funcionaria.

## Vida privada
Hermano del historiador chileno Pablo Artaza Barrios y casado con la sicóloga María Elena Varela, tiene tres hijos: el abogado Osvaldo (1979), el sicólogo Camilo (1981) y la actriz Francisca (1982). y ya tiene tres nietos (Lautaro, Izko e Iñigo) y una nieta (Fatme).
Ha incursionado en los medios de comunicación (director diario "el amanecer de Mulchén", editor y animador de programas de radio y televisión), el teatro, ha publicado libros de poesía, ha sido reconocido en Chile y el extranjero, es aficionado al montañismo alcanzó varias cumbres andinas superando los 6 mil metros), y ha participado en más de una docena de maratones en Chile, Bilbao Euzkadi, Nueva York y Ciudad de México, destacando el segundo lugar de su categoría en los 42K de Santiago de Chile del año 2006; el tercer lugar de su categoría de edad en la ultra maratón de los Andes del año 2009 (50 kilómetros de montaña, de 700 a tres mil metros de altitud); y el primer lugar en la categoría +60 en los 30 km del Trial "Torrenciales" en Valdivia 2018